# Sangō (Nara)
Sangō (japanisch 三郷町 Sangō-chō, deutsch ‚Stadt Sangō‘, englisch Sango Town) ist eine Stadt im Kreis Ikoma im Nordwesten der Präfektur Nara in Japan. 
Nach Stand 2020 hat die Stadt 22.897 Einwohner. Davon sind 10.880 Männer und 12.607 Frauen. Die Anzahl Haushalte beträgt 10.551.

## Geschichte

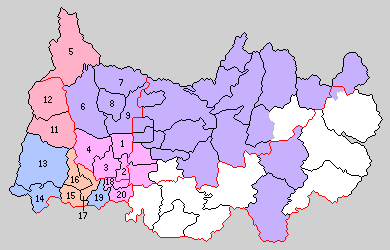
Die neue Gemeindeeinteilung im Norden von Nara 1889, nummeriert die Gemeinden im Kreis Ikoma ab 1897 (1–9 Soejimo, 11–20 Heguri). 14 ist das bis heute territorial unveränderte Sangō-mura.

Das Dorf Sangō (三郷村) entstand bei der Modernisierung der Gemeindeebene in fast allen Präfekturen 1889 durch den Zusammenschluss der drei Dörfer Seya, Tatsuno und Minamihata (勢野村, 立野村, 南畑村) im damaligen Kreis Heguri der Präfektur Nara (1876–81 Sakai, 1881–87 Osaka). 三郷 sangō bedeutet etwa „drei Dörfer“. 1897 wurde der Kreis Heguri mit Soejimo zum Kreis Ikoma zusammengelegt.
Zur Stadt (-chō) wurde das Dorf Sangō 1966.

## Angrenzende Städte und Gemeinden
- Heguri, Ikaruga, Ōji
- Yao, Kashiwara

## Sehenswürdigkeiten
- Der Tempel Tatsuta-Taisha (龍田大社), der schon im Engishiki erwähnt wird und zu den 22 Schreinen gehört.

## Partnerstädte
- Misato, Präfektur Saitama
- Azumino, Präfektur Nagano

## Verkehr
- Kansai-Hauptlinie der West Japan Railway Company
- Ikoma Linie der Kinki Nippon Tetsudō